# 이도운 (언론인)
이도운(李度運, 1964년 ~ )은 대통령실 홍보수석비서관이다.

## 학력
- 오산중학교 졸업
- 오산고등학교 졸업
- 연세대학교 사회과학대학 (정치외교학 / 학사)
- 콜로라도 대학교 볼더 (통합 마케팅 커뮤니케이션 / 석사)

## 경력
- 1990.07: 서울신문
- 2000.06~2000.11: 서울신문 회사발전위원회
- 2001: 환경기자클럽
- 2004.01~2004.07: 서울신문 국제부
- 2004.07~2008.03: 서울신문 워싱턴 특파원
- 2008.03~2008.09: 서울신문 정치부 차장, 정당팀장
- 2008.09~2009.04: 서울신문 미래기획부 차장, 녹색성장담당
- 2009~2012: 녹색성장위원회 미디어 자문위원
- 2009.04~2009.11: 서울신문 정책뉴스부 차장
- 2009.11~2010.04: 서울신문 국제부장
- 2010.04~2011.07: 서울신문 정치부장
- 2011.07~2012.12: 서울신문 논설위원
- 2012: 관세청 관세행정발전심의위원회 위원
- 2012.12~2013.05: 서울신문 사업단 외간사업부장
- 2013.05: 서울신문 편집국 부국장
- 2014.07: 통일준비위원회 언론자문단 위원
- 2014.10: 서울신문 편집국 정치부장
- 2017.06: 문화일보 논설위원
- 2023.02~2023.12: 대통령비서실 대변인
- 2023.12~2025.05: 대통령비서실 홍보수석